# Siamanto

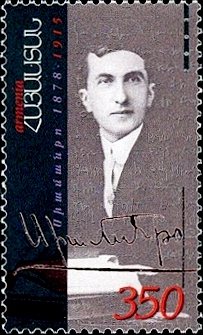
Armenische Briefmarke mit Siamanto

Atom Jartschanjan (armenisch Ատոմ Եարճանեան, * 15. August 1878 in Eğin, Osmanisches Reich; † August 1915), besser bekannt unter seinem Pseudonym Siamanto (Սիամանթօ, auch Siamantho geschrieben), war ein osmanisch-armenischer Schriftsteller, Poet und Nationalheld, der neben Daniel Waruschan als einer der herausragenden Autoren des späten 19. und frühen 20. Jahrhunderts gilt. Er war ein wichtiger Vertreter des von französischen Vorbildern beeinflussten armenischen Symbolismus und wurde ein Opfer des Völkermords an den Armeniern 1915/1916.

## Leben
Atom Jartschanjan lebte bis zum Alter von 14 Jahren an seinem Geburtsort Eğin am Ufer des Westlichen Euphrat. Seinen Spitznamen Siamanto erhielt er vom Direktor der dortigen Schule. 1891 zog er mit seiner Familie, die dem begüterten Bürgertum angehörte, nach Istanbul, wo er seine Schulausbildung an der Berberian-Schule 1896 abschloss und im selben Jahre infolge der Hamidischen Massaker nach Ägypten flüchtete.
1897 zog er nach Paris, nahm ein Literaturstudium an der Sorbonne auf und knüpfte Beziehungen mit dortigen armenischen Intellektuellen. Von Paris zog er weiter nach Genf und veröffentlichte seine ersten schriftstellerischen Werke in der Zeitung Droshak, dem Presseorgan der Armenischen Revolutionären Föderation, unter den Überschriften Heroisch (armenisch: Դիւցազնօրէն) und Des Ritters Lied (armenisch: Ասպետին Երգը). Nach einem Krankenhausaufenthalt in Genf 1904 infolge einer Lungenentzündung erholte sich Siamanto und verbrachte die nächsten vier Jahre in verschiedenen europäischen Städten.
1908 kehrte er nach Istanbul zurück, in der Hoffnung auf eine Besserung der Umstände nach der Jungtürkischen Revolution. Diese Hoffnungen wurden jedoch im Massaker von Adana 1909 zunichtegemacht, worauf Siamanto seine Gedichtsammlung Bloody news from my friend (armenisch: Կարմիր լուրեր բարեկամէս) verfasste. 1910 zog er in die USA als Redakteur einer armenischen Zeitung und kehrte im Jahre darauf nach Istanbul zurück. 1913 unternahm er eine Reise nach Tiflis und besuchte auf dem Weg dahin den Berg Ararat, das Kloster Chor Virap und Etschmiadsin.

## Tod
Er wurde am „Roten Sonntag“, dem 24. April 1915, zusammen mit Rupen Sevag und Krikor Zohrab zunächst festgenommen, inhaftiert, gefoltert und dann schließlich ermordet.

## Werke (in Übersetzung)
- Bloody news from my friend. Poems by Siamanto. Übersetzung: Peter Balakian, Nevart Yaghlian. Wayne State University Press, Detroit 1996, ISBN 0-8143-2640-4.
- Rendered into English verse. Übersetzung: Alice Stone Blackwell
- Blutige Briefe einer Freundin. Übersetzung: Wilhelm Bartsch. Ziethen Verlag, Oschersleben 2015, ISBN 978-3-86289-112-2.